# گارت (وایومینگ)
گارت (به انگلیسی: Garrett) یک منطقهٔ مسکونی در ایالات متحده آمریکا است که در شهرستان آلبانی، وایومینگ واقع شده‌است.